# Ocean's Kingdom
Ocean's Kingdom é um álbum de estúdio do cantor britânico Paul McCartney e o quinto do músico de música clássica, lançado em novembro de 2011. O disco soma quatro peças escritas pelo cantor, executadas pela London Classical Orchestra sob regência de John Wilson. Nos Estados Unidos da América, o projeto chegou a 144ª posição na Billboard 200 e recebeu avaliações mistas da mídia especializada.

## Faixas
Movement 1
1. "Ocean's Kingdom" – 14:07

Movement 2
1. "Hall of Dance" – 16:19

Movement 3
1. "Imprisonment" – 13:36

Movement 4
1. "Moonrise" – 12:31